# Jan Sturrock
John Duncan "Jan" Sturrock (ur. 20 marca 1915 w Weymouth, zm. 20 lipca 1974 w Peterborough) – brytyjski wioślarz i oficer, srebrny medalista olimpijski.
Kształcił się w Winchester College i Magdalen College Uniwersytetu Oksfordzkiego. Jako inżynier służył w British Army podczas II wojny światowej. Był zawodowym wojskowym, na emeryturę przeszedł w stopniu brygadiera. W 1961 został Oficerem Orderu Imperium Brytyjskiego. 
Wystartował na igrzyskach olimpijskich w Berlinie w 1936 roku, gdzie Brytyjczycy w składzie: Martin Bristow, Alan Barrett, Peter Jackson i Jan Sturrock zdobyli srebrny medal w czwórkach bez sternika. W finale uplasowali się o 4,6 sekundy za osadą III Rzeszy i o 4,1 sekundy przed osadą Szwajcarii. Był to jego jedyny start olimpijski.
Ponadto na igrzyskach Imperium Brytyjskiego w Sydney w 1938 roku zdobył złoto w ósemkach.
Dwukrotnie brał udział w The Boat Race: w 1936 przegrał, a rok później odniósł zwycięstwo.